# Katsuhiro Ōtomo
Katsuhiro Ōtomo (jap. 大友 克洋 Ōtomo Katsuhiro; ur. 14 kwietnia 1954 w prefekturze Miyagi) – japoński mangaka, scenarzysta i reżyser anime. Najbardziej znanymi jego pracami są manga Akira i stworzona przez niego animowana jej adaptacja.
Dorastał w niespokojnych dla Japonii latach 60. XX wieku. Jako mangaka zadebiutował w 1973 roku mangą Jusei, wydaną w ramach specjalnego wydania magazynu Manga Action. Antyrządowe i antyamerykańskie demonstracje organizowane przez studentów i ludzi pracy stały się dla Ōtomo inspiracją do stworzenia Akiry. Niektóre z wątków zawartych w mandze zostały zainspirowane wydarzeniami tamtych lat. Przeniósł je z roku 1969 w odległy rok 2019, w którym toczy się jej akcja, w Tokio odbudowywanym po III wojnie światowej.
Wpływ na Ōtomo miały filmy animowane z tego okresu, zwłaszcza produkcje tokijskich studiów Mushi Production i Toei. Anime takie jak Tetsujin 28-gō, Tetsuwan Atom, czy Taiyō no ōji: Horusu no daibōken sprawiły, że Ōtomo zdecydował się na karierę twórcy filmów animowanych. Jednak tym, co pobudzało jego buntowniczą naturę, były filmy amerykańskie. Pięć łatwych utworów i Swobodny jeździec stały się inspiracją do stworzenia postaci Shōtarō Kanedy z Akiry i jego motocyklowego gangu – młodych ludzi, dla których nie liczą się autorytety, ani presja, jaką wywiera na nich pokolenie ich rodziców.

## Twórczość

### Mangi
- Dōmu (1980–1982)
- Akira (1982–1990)
- Memories (1990)

### Anime i filmy
- Akira (1988)
- Memories (1996) – jeden z segmentów filmu; pozostałe wyreżyserowane przez Kōjiego Morimoto i Tensaia Okamurę
- Metropolis (2001) – scenariusz
- Steamboy (2004)
- Mushishi (2006) – film aktorski na podstawie mangi i anime pod tymi samymi tytułami